# 至愛寶貝～天使少女的育兒日記～
《至愛寶貝～天使少女的育兒日記～》（だいすき!! ゆずの子育て日記）是日本漫畫家愛本瑞穗的漫畫作品。2005年開始在《BE·LOVE》（講談社）連載，至2008年1月己有6卷單行本發售。這套漫畫以智障人士育兒為題材，內容主要描寫一般人對有關智障人士育兒的偏見。故事一次連載四集，每隔2至3個月刊行一次。漫畫中文版在台灣由東立出版社所代理。
自2008年1月17日開始，該故事改編成電視劇在日本TBS系星期四晚上10時放映，由香里奈主演。

## 故事簡介
主角福原柚子本身患有輕度弱智的，在工作中心與澤田草介相識，並因此懷有身孕。就在這時，草介卻遭遇車禍離世。周圍的人雖然認為智障者是沒有照顧兒子的能力，但柚子仍決心生下女兒並撫養她。從此，柚子就開始其初為人母的生活。

## 登場人物

### 柚子及其家人
福原 柚子
故事主角，患有輕度弱智，與草介生下女兒葵。及後開始其作為人母的生活。
福原 葵
柚子與草介所生的女兒。在福原家中養育。至最新的第6卷，葵正在上小學。
福原 蓮
柚子之弟。

## 單行本
- 第1巻 ISBN 4-06-319166-4
- 第2巻 ISBN 4-06-319181-8
- 第3巻 ISBN 4-06-319199-0
- 第4巻 ISBN 4-06-319207-5

## 電視劇
2008年1月17日開始，日本TBS電視台在逢星期四22:00～22:54中播放改編自這套漫畫的電視劇，劇名為『最喜歡你!!』，由香里奈主演，初回劇集播放時間延長10分鐘至23:04，今次是香里奈在電視劇中首次擔任女主角，由於角色關係，她的長髮也因此而剪短。

### 演員
- 福原柚子：香里奈、松元環季（孩提時代）（香港配音：陳凱婷）
- 福原葵（福原ひまわり）：星野莉音、松本春姫、佐佐木麻緒（香港配音：何璐怡）
- 福原蓮：平岡祐太（香港配音：李致林）
- 澤田琴音：福田沙紀（香港配音：鄭麗麗）

電視劇原創人物。草介的親妹。自幼雙親離世，在孤兒園長大。忽然離開了孤兒園，來到了福原家，成為一位協助柚子的角色．
- 安西真紀：紺野真昼（香港配音：沈小蘭）

工作中心蒲公英的職員。
- 藤川夏梅：臼田麻美（香港配音：楊善諭）
- 岡本拓也：蓮ハルク（香港配音：張錦江）

工作中心支援工作的職員。
- 田中桃花：近野成美

和菓子屋之主人・清一郎之娘。
- 笹岡俊哉：田中幸太朗（第2話~）（香港配音：伍博民）

福原葵在學的幼稚園教師。
- 真田香織：小川奈那（第2話~）

福原葵的在學幼稚園教師。
- 野村陽子：MEGUMI（第3話~）（香港配音：林芷筠）
- 博美：眞野裕子（第2話~）
- 早苗：寶積有香（第2話~）
- 土肥美緒（第3話~）

福原葵在學的幼稚園的母親們。
- 戸川：春田純一（第3話）

音樂公司的董事。
- 公司店長：岡山肇（第4話）
小野寺昭
- 田中清一郎：相島一之（香港配音：翟耀輝）

母・美代子在職的和菓子屋的老闆。
- 勝川節子：余貴美子（香港配音：黃麗芳）

保健師
- 下柳園長：音無美紀子

福原葵在學的幼稚園園長。
- 澤田草介：中村俊介（特別出演）
- 福原美代子：岸本加世子（香港配音：蔡惠萍）
- 為福原葵作三個月後檢查的醫生：津田健次郎（第1話）

### 副題・收視率
| 各話       | 播放日        | 副標           | 原文副題   | 收視率 |
| ---------- | ------------- | -------------- | ---------- | ------ |
| 第1話      | 2008年1月17日 | 我成為媽媽     |            | 10.9%  |
| 第2話      | 2008年1月24日 | 我要養育小葵!  |            | 11.5%  |
| 第3話      | 2008年1月31日 | 我想要朋友     |            | 9.1%   |
| 第4話      | 2008年2月7日  | 我想去工作!    |            | 10.8%  |
| 第5話      | 2008年2月14日 | 不和小葵玩     |            | 11.7%  |
| 第6話      | 2008年2月21日 | 爸爸在哪裏？   |            | 11.1%  |
| 第7話      | 2008年2月28日 | 結婚吧！       |            | 12.8%  |
| 第8話      | 2008年3月6日  | 我們的氣味喲!  |            | 11.4%  |
| 第9話      | 2008年3月13日 | 媽媽死去了嗎？ |            | 11.9%  |
| 最終話     | 2008年3月20日 | 全體幫助!      |            | 13.3%  |
| 平均收視率 | 平均收視率    | 平均收視率     | 平均收視率 | 11.45% |

### 主題曲
- melody.「遙花～はるか～」

### 插曲
- 彌生「途切れない愛のメッセージ」

### 獎項
- 第56回日劇學院賞最佳女主角：香里奈

### 工作人員
- 監修：社会福祉法人全日本手をつなぐ育成会
- 腳本：篠崎繪里子、渡辺千穂
- 導演：竹村健太郎、堀英樹、塚原亞由子
- プロデューサー：山本和夫、川西琢
- 音樂：近藤由紀夫、小西香葉
- 技術協力：フォーチュン
- 美術協力：アックス
- 企畫協力：ドラマデザイン社
- 制作：ドリマックス・テレビジョン、TBS 人

## 外部連結
- 電視劇網站 （页面存档备份，存于）（日語）

| 日本 TBS 週四十點連續劇              | 日本 TBS 週四十點連續劇                                                        | 日本 TBS 週四十點連續劇 |
| ------------------------------------ | ------------------------------------------------------------------------------ | ----------------------- |
|                                      | 最喜歡你!! （2008.1.17 - 2008.3.20）                                           |                         |
| 女子刑事 （2007.10.18 - 2007.12.20） | 綜藝節目時段，電視劇時段改為星期六晚間8時下一節目時段 ROOKIES（20:00 - 20:54） |                         |

| 台灣JET日本台 超人氣偶像劇 週一至週五 晚間22:00至23:00 | 台灣JET日本台 超人氣偶像劇 週一至週五 晚間22:00至23:00 | 台灣JET日本台 超人氣偶像劇 週一至週五 晚間22:00至23:00 |
| ------------------------------------------------------ | ------------------------------------------------------ | ------------------------------------------------------ |
|                                                        | DAISUKI 最喜歡!! （2009.7.23 - 2009.8.5）              |                                                        |
| 富家女與窮酸郎 （2009.7.8 - 2009.7.22）                | 風之花園 （2009.8.6 - 2009.8.20）                      |                                                        |